# 羅恩克峰
77°35′S 168°41′E / 77.583°S 168.683°E
羅恩克峰（英語：Rohnke Crests）是南極洲的山峰，位於羅斯島，處於科尼克爾山東北面7公里的特羅爾山東南坡，海拔高度約1,400米，現時由南極條約體系管理。